# Espaço T1
Em topologia, um espaço topológico é T1 quando dois pontos quaisquer podem ser separados por um aberto, no seguinte sentido: para cada ponto, existe um aberto que o inclui e não inclui o outro ponto.

## Definição
Um espaço topológico é T1 quando, para todo x e y existem abertos A e B satisfazendo:
1. {\displaystyle x\in A,y\notin A,x\notin B,y\in B\,}

## Relação com outras propriedades de separação
- É uma condição mais fraca que Hausdorff ou T2, em que a separação é por dois abertos disjuntos
- É uma condição mais forte que ser um espaço de Kolmogorov ou T0, em que dois pontos devem ser topologicamente distintos.